# Boysun
Boysun (uzb. cyr.: Бойсун; ros.: Байсун, Bajsun) – miasto w południowo-wschodnim Uzbekistanie, w wilajecie surchandaryjskim, siedziba administracyjna tumanu Boysun. W 1989 roku liczyło ok. 17 tys. mieszkańców. Ośrodek przemysłu włókienniczego.
Miejscowość otrzymała prawa miejskie w 1975 roku.